# Кликс, Хосе Мария
Хосе Мария Кликс (исп. José María Klix; 1925, провинция Мисьонес, Аргентина — 29 марта 2019) — аргентинский военный и государственный деятель, и. о. министра иностранных дел Аргентины (1978).

## Биография
Получив специальное образование, служил в войсках ПВО. Работал военным консультантом в представительстве Аргентины в ООН, помощником военного атташе посольства в США. Являлся заместителем начальника Главного командования Военно-воздушных сил страны.
Ушёл в отставку после военного путча бригадира Каппельини в декабре 1975. Вернулся на госслужбу после переворота 24 марта 1976.
В 1976—1978 гг. — министр обороны Аргентины, в октябре 1978 г. — одновременно глава МИД.